# Julius Hatschek
Julius Karl Hatschek (* 21. August 1872 in Czernowitz; † 12. Juni 1926 in Göttingen) war ein deutscher Staats-, Verwaltungs- und Völkerrechtler. Von 1909 bis 1926 lehrte er an der Georg-August-Universität Göttingen.

Julius Hatschek wurde als Sohn eines Rechtsanwalts in Czernowitz geboren, das bis 1918 zu Österreich-Ungarn gehörte. Er studierte Rechtswissenschaften an den Universitäten Leipzig, Czernowitz, Wien und Heidelberg. Seine Promotion erfolgte 1895 in Czernowitz, seine Habilitation 1898 bei Georg Jellinek in Heidelberg. Dort wirkte er zunächst als Privatdozent, später als außerplanmäßiger Professor. Im Jahr 1905 wurde er als außerordentlicher Professor an die preußische Verwaltungsakademie in Posen berufen. Seit 1909 lehrte er als außerordentlicher Professor, seit 1921 als Ordinarius für Staats-, Verwaltungs- und Völkerrecht an der Universität Göttingen. Hatschek hinterließ ein umfangreiches Gesamtwerk, das alle von ihm in der Lehre vertretenen Gebiete umfasst. Ein besonderer Schwerpunkt lag auf dem englischen Verfassungs- und Verwaltungsrecht. Hatschek war in Göttingen ein Außenseiter seiner Fakultät, zum einen als Anhänger der Weimarer Republik, zum anderen wegen des latenten Antisemitismus, der sich gegen den evangelisch getauften Juden richtete. Zu Hatscheks akademischen Schülern gehörte der Verwaltungsrechtler Hans Julius Wolff.

## Schriften (Auswahl)
- Englische Verfassungsgeschichte bis zum Regierungsantritt der Königin Victoria (= Handbuch der mittelalterlichen und neueren Geschichte, Band 3, 2). Oldenbourg, München 1913.
- Das Staatsrecht des Vereinigten Königreichs Großbritannien-Irland (= Das öffentliche Recht der Gegenwart, Band 25). Mohr, Tübingen 1914.
- Die parlamentarische Regierung. In: Handbuch der Politik, Berlin und Leipzig 1914.
- Der Musta'min. Ein Beitrag zum internationalen Privat- und Völkerrecht des islamischen Gesetzes. de Gruyter, Berlin 1919 (Digitalisat).
- Lehrbuch des deutschen und preußischen Verwaltungsrechts. Deichert, Leipzig 1922.
- Das Reichsstaatsrecht. Stilke, Berlin 1923.
- Das preußische Verfassungsrecht. Stilke, Berlin 1924.
- Völkerrecht im Grundriß. Deichert, Leipzig 1926.